# Das Recht auf Faulheit

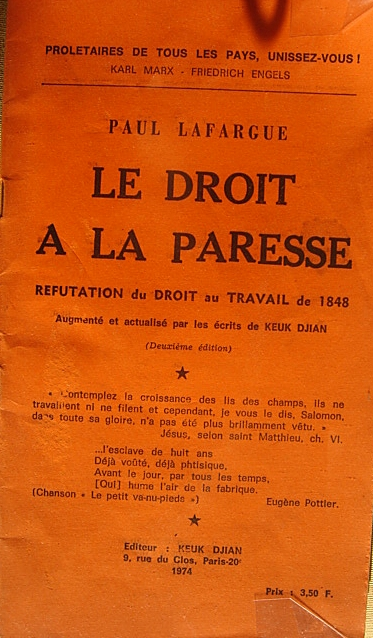
Paul Lafargue. Das Recht auf Faulheit, französische Erstausgabe

Das Recht auf Faulheit (Im französischen Original: Le droit à la paresse) ist ein literarisches Werk von Paul Lafargue aus dem Jahre 1880 zur Widerlegung des „Rechts auf Arbeit“ von 1848. Es handelt sich um die bekannteste Schrift Lafargues. Sie erschien zuerst in der Zeitschrift L’Égalité und drei Jahre später als Broschur. Eduard Bernstein übersetzte die Schrift ins Deutsche für die Zeitschrift Sozialdemokrat.

## Inhalt
Lafargue kritisiert in seiner Schrift die ideologischen (moralischen), bürgerlichen („Bourgeoisie“) und kapitalistischen Grundlagen des Arbeitsbegriffs seiner Zeit. Dabei kritisiert er auch die Arbeiterbewegung, die von der „seltsamen Sucht“, der „Arbeitssucht“, beherrscht sei. Bei ihm ist die Rede von der „Liebe zur Arbeit, die rasende, bis zur Erschöpfung der Individuen und ihrer Nachkommenschaft gehende Arbeitssucht“. Ziel seiner Kritik ist nicht die Forderung eines Grundrechts auf Faulheit, sondern die Abschaffung kapitalistischer Produktionsweisen. Die „kapitalistische Moral“ sei „eine jämmerliche Kopie der christlichen Moral, belegt das Fleisch des Arbeiters mit einem Fluch; ihr Ideal besteht darin, die Bedürfnisse des Produzenten auf das geringste Minimum zu drücken, seine Freude und seine Leidenschaften zu ersticken und ihn zur Rolle einer Maschine zu verurteilen, aus der man pausenlos und gnadenlos Arbeit herausschindet.“
Die bürgerlichen Philosophen kritisiert er als abhängig von ihren Arbeitgebern, in deren Sinne lieferten sie die notwendige Moral der Arbeit. Ihnen stellt er am Beispiel Herodot die griechische Philosophie und ihre Verachtung der Arbeit gegenüber.
Konkret beschreibt Lafargue die Funktion der Arbeitshäuser, die Entstehung einer „Religion der Arbeit“, die Bedingungen der Arbeit für Männer, Frauen und Kinder sowie die Tagesarbeitszeit von 12 Stunden. Im Gegensatz zur Arbeiterbewegung sieht er in dem Gesetz von 1848 keinen Fortschritt: „Und die Kinder der Helden der Französischen Revolution haben sich durch die Religion der Arbeit so weit herabwürdigen lassen, daß sie 1848 das Gesetz, welches die Arbeit in den Fabriken auf 12 Stunden täglich beschränkte, als eine revolutionäre Errungenschaft entgegennahmen; sie proklamierten das Recht auf Arbeit als ein revolutionäres Prinzip. Schande über das französische Proletariat!“
Mit exotisierenden Bildern beschreibt Lafargue auch seine Vorstellungen vom Glück der vorindustriellen Lebensweise: Dem Maschinenmenschen der „Zivilisation“ hält er romantisierend den „edlen Wilden“ entgegen. Gleichzeitig kritisiert er den Kolonialismus als eine Folge der Überproduktion und als Gefahr für die Menschen in den zu erobernden Kontinenten.
Seine Kritik war zugleich eine Kritik an dem bürgerlichen Begriff der Nation, die er auch sarkastisch formulierte: „Arbeitet, arbeitet, Proletarier, vermehrt den Nationalreichtum und damit euer persönliches Elend. Arbeitet, arbeitet, um, immer ärmer geworden, noch mehr Ursache zu haben, zu arbeiten und elend zu sein. Das ist das unerbittliche Gesetz der kapitalistischen Produktion.“
Kritisiert werden auch der Staat und seine Organe wie die Polizei – „abgemagerter und in Lumpen gehüllter Proletarier, von Gendarmen mit blanker Klinge bewacht“ – und das Militär. Die eigentliche Aufgabe des modernen Heeres sei die Verhinderung von Revolten: „Heute kann niemand mehr über den Charakter der modernen Heere im unklaren sein; sie werden nur deshalb auf Dauer aufrechterhalten, um den »inneren Feind« niederzuhalten.“
Im Appendix des Werkes bemüht sich Lafargue außerdem, seine Positionen mit Zitaten antiker griechischer und römischer Autoren wie Platon, Cicero und Xenophon zu untermauern. Die jenen zugeschriebenen Aussagen weisen zwar eine sehr deutliche Feindschaft gegenüber dem Handwerk und dem Handel auf, lassen sich in den Originaltexten der Autoren jedoch in keinem Fall auffinden. Wahrscheinlich wurden die Zitate ungeprüft aus L.-M. Moreau-Christophes « Du Droit a L’Oisiveté et de l’organisation du travail servile dans les républiques grecques et romaine » übernommen.

## Einordnung nach Marxscher Theorie und Praxis

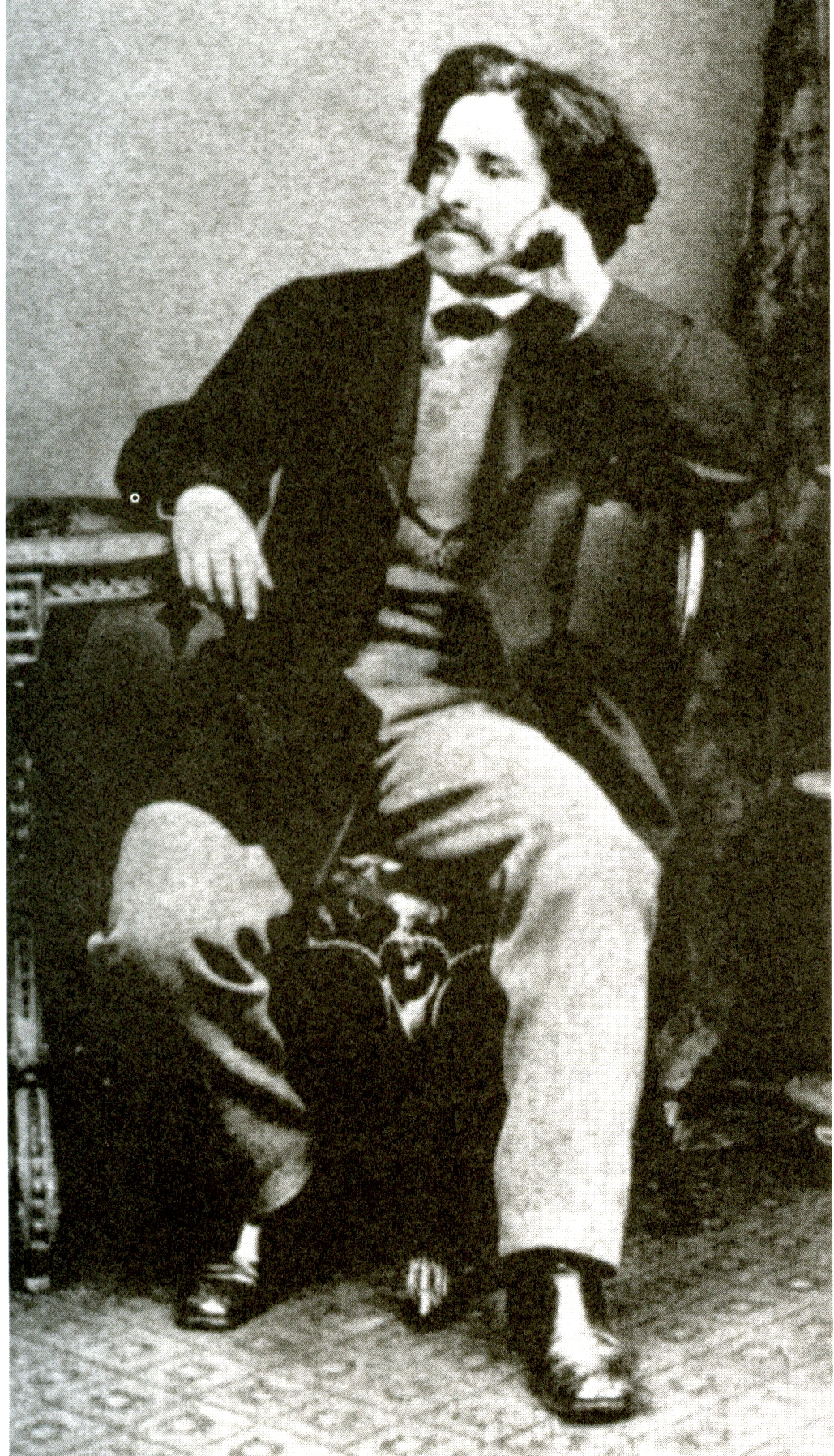
Paul Lafargue

Lafargue und seine Schrift Das Recht auf Faulheit widerspricht in großen Teilen Marx und Engels und setzt andere Schwerpunkte in der Kritik am Kapitalismus. Im Gegensatz zu Marx und Engels lehnt Lafargue hier einen Fortschrittsgedanken ab. Auch ein gesteigertes produktives Wachstum sieht er nicht als Lösung, sondern als Problem der Verelendung der arbeitenden Menschen. Im Vordergrund steht bei Lafargue im Gegensatz zu Marx und Engels die Kritik am Konsum, also der Konsumtionssphäre der kapitalistischen Produktion. Lafargue reflektiert hier auch die Bedingungen für die arbeitenden Menschen nach der Revolution. Seine grundsätzliche Kritik am Nationalismus sieht Lafargue im Kommunistischen Manifest begründet. Gleichwohl kritisiert ihn Marx mit dem Begriff des proudhonisierten Stirnerianismus, der später vor allem als Kosmopolitismus geschmäht und verfolgt wird. Sein Internationalismus wird auch zum Hintergrund für rassistische Angriffe auf Lafargue als „Mulatte“.

## Rezeption
Die Schrift wurde in vielen Sprachen publiziert. In der Sowjetunion waren seine Schriften lange verboten. Das Recht auf Faulheit wurde jedoch auch in der Folgezeit nicht publiziert. In der Großen Sowjetischen Enzyklopädie von 1973 wird allein Lafargues Kampf „gegen alle Arten des Opportunismus“ hervorgehoben. Das Recht auf Faulheit bleibt völlig unerwähnt.
In der BRD wird Das Recht auf Faulheit erst im Zuge der Neuen Linken und der 68er-Bewegung wiederentdeckt. In der Folgezeit wurden auch erstmals in der DDR Schriften von Lafargue publiziert – nicht jedoch Das Recht auf Faulheit. Als Iring Fetscher in der DDR aus der Schrift zitiert, lautet die Kritik: „Untergrabung der Arbeitsmoral“.
1972 veröffentlichte der Kirchenhistoriker Ernst Benz zu Lafargues Das Recht auf Faulheit und erörtert eine Theologie der Faulheit.

## Zitat
„Jehova, der bärtige und sauertöpfische Gott, gibt seinen Verehrern das erhabenste Beispiel idealer Faulheit: nach sechs Tagen Arbeit ruht er auf alle Ewigkeit aus.“

## Ausgaben
- Le droit à la paresse. H. Oriol, Paris 1883.
- Das Recht auf Faulheit: Widerlegung des „Rechts auf Arbeit“. Verlag der Volksbuchhandlungen,  Hottingen/Zürich 1887.
- Das Recht auf Faulheut und Persönliche Erinnerungen (= Kleine Bibliothek des Wissens und des Fortschritts. Band 1). Frankfurt am Main 1966.
- Das Recht auf Faulheit (mit einer Einleitung von Stephan Lessenich). Laika-Verlag, Hamburg 2014, ISBN 978-3-942281-54-6.
- Das Recht auf Faulheit (mit einer Einleitung von Michael Wilk). Trotzdem-Verlag, Grafenau 2010, ISBN 978-3-86569-907-7.